# Noah's Arc: Saltando la escoba
Noah’s Arc: Saltando la escoba (inglés: Noah’s Arc: Jumping the Broom) es una película estadounidense de 2008 basada en la serie de televisión Noah’s Arc. Se estrenó el 24 de octubre de 2008 en cines en las ciudades Los Ángeles, Nueva York, Atlanta, Chicago, Palm Springs y Washington D. C..

## Origen
El comienzo de la película se engloba en el final de la segunda temporada emitida por televisión.
El título toma la expresión Saltando la escoba del ritual utilizado por los afroamericanos en tiempos de esclavitud, en el que, por la imposibilidad de casarse, saltaban una escoba como símbolo de su unión.

## Sinopsis
Noah y Wade deciden casarse en una pequeña ceremonia en Martha’s Vineyard, invitando a una selección de invitados a una ceremonia íntima. El fin de semana de la boda será un gran cambio en la vida de todos, que pasa por un momento decisivo. Incluso para los novios, su boda no resultará exactamente como pensaban, ya que invitados no deseados aparecerán para poner a prueba su amor.